# Hemioplisis luciata
Hemioplisis luciata là một loài bướm đêm trong họ Geometridae.